# هسنفرد (كورنوال)
هسنفرد (بالإنجليزية: Hessenford)‏ هي قرية تقع في المملكة المتحدة في كورنوال. يقدر عدد سكانها بـ 170 نسمة .